# دينيس كوتين
دينيس كوتين (بالروسية: Кутин, Денис Сергеевич)‏ (5 أكتوبر 1993 بهامبورغ في ألمانيا - ) هو لاعب كرة قدم روسي في مركز الدفاع. لعب مع سبارتاك موسكو ونادي سبارتاك موسكو 2 لكرة القدم.

## وصلات خارجية
- دينيس كوتين على موقع قاعدة بيانات كرة القدم.إي يو (الإنجليزية)
- دينيس كوتين على موقع Soccerway.com (الإنجليزية)